# TBEA
TBEA Co., Ltd. (раніше відома як Tebian Electric Apparatus) є міжнародним постачальником системних рішень для глобальної енергетичної промисловості, що займається екологічним і низьковуглецевим розвитком. В компанії працює понад 24 000 співробітників із 24 країн. Компанія має 18 внутрішніх промислових парків у Китаї та 3 закордонні виробничі бази. Як великий виробник енергетичного обладнання та національне високотехнологічне підприємство, TBEA Co., Ltd., окрім виробництва традиційного енергетичного обладнання, прагне розробити нові матеріали та нові енергетичні технології, що відповідає трьом новим стратегічним галузям Китаю, а саме: енергетична індустрія передачі і зберігання енергії, індустрія відновлюваної енергетики та індустрія нових матеріалів. TBEA Co., Ltd. є одним із світових лідерів у виробництві обладнання для передачі та розподілу електроенергії з річною потужністю трансформаторів 260 мільйонів кВА,  і входить до ТОП-10 глобальних лідерів. У рейтингу Global2000 видання Forbes компанія TBEA Co., Ltd займає позицію номер 680. Акції компанії включені в індекс  Шанхайської фондової біржі SSE 50 Index.
За результатами 2023 року компанію TBEA Co., Ltd включено до переліку ENR (Engineering News-Record)  топ-250 найбільших світових компаній-постачальників, 60-місце, що на 19 позицій вище ніж у попередньому році.

## Історична довідка
У 1938 році було засновано трансформаторний  завод  TBEA Co., Ltd у Шеньяні, який розробив перший китайський трансформатор, у 1955 році - перший китайський 110-кіловольтний трансформатор, у 1959 році - перший китайський 220-кіловольтний трансформатор, у 1973 році - перший китайський 330-кіловольтний трансформатор. 1979 - перший китайський 500-кіловольтний трансформатор, в 1998 році - перший китайський 1000-кіловольтний трансформатор.

## Стандарти
Асортимент трансформаторів компанії TBEA Co., Ltd. відповідає галузевим стандартам, таким як AS (австралійський), BS (англійський), CSA (канадський), IEEE (американський), IS (індійський) і технічні стандарти IEC (міжнародний).
КИТАЙСЬКА АСОЦІАЦІЯ ЯДЕРНОЇ ЕНЕРГЕТИКИ (CNEA) успішно ідентифікувала TBEA Co., Ltd. як кваліфікованого постачальника.

## Проекти в КНР

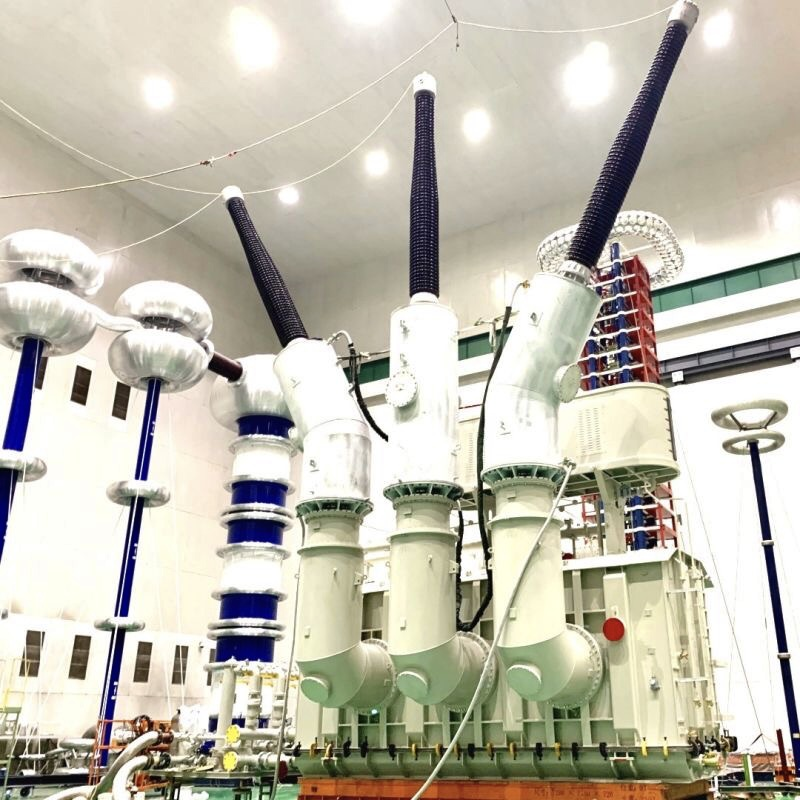
Трансформатор TBEA з водяним охолодженням 550 кВ

У жовтні 2022 року встановлено основний трансформатор виробництва компанії TBEA Co., Ltd на першому блоці гідроелектростанції Datengxia Раніше, у квітні 2020 року, на гідроелектростанції Datengxia було встановлено 3 трансформатори виробництва компанії TBEA Co., Ltd.
На початок 2023 року компанія TBEA Co., Ltd завершила постачання та встановлення 24 комплектів трансформаторів для ГЕС Байхетань – другої за величиною у світі гідроелектростанції такого типу. Станція може виробляти 62,4 млрд кВт-год електроенергії щороку, скорочуючи використання 19,68 млн тонн вугілля та скорочуючи викиди, еквівалентні 51,6 млн тонн вуглекислого газу. 

## Міжнародна діяльність

### Виготовлення обладнання
За межами Китаю компанія TBEA Co., Ltd. відкрила виробничу базу з виробництва та комплектування трансформаторів, сонячного обладнання та кабелів у місті Кар'ян, штат Гуджарат, Індія. У 2019 році компанія TBEA Co., Ltd завершила спорудження виробництва енергетичного обладнання у місті Бангалор, штат Карнатака Індія.
Індійський підрозділ зареєстровано під назвою TBEA Energy (India) Private Limited і обслуговує, крім Індії, ринки обладнання для енергетики країн Африки, Близького Сходу, та інших.

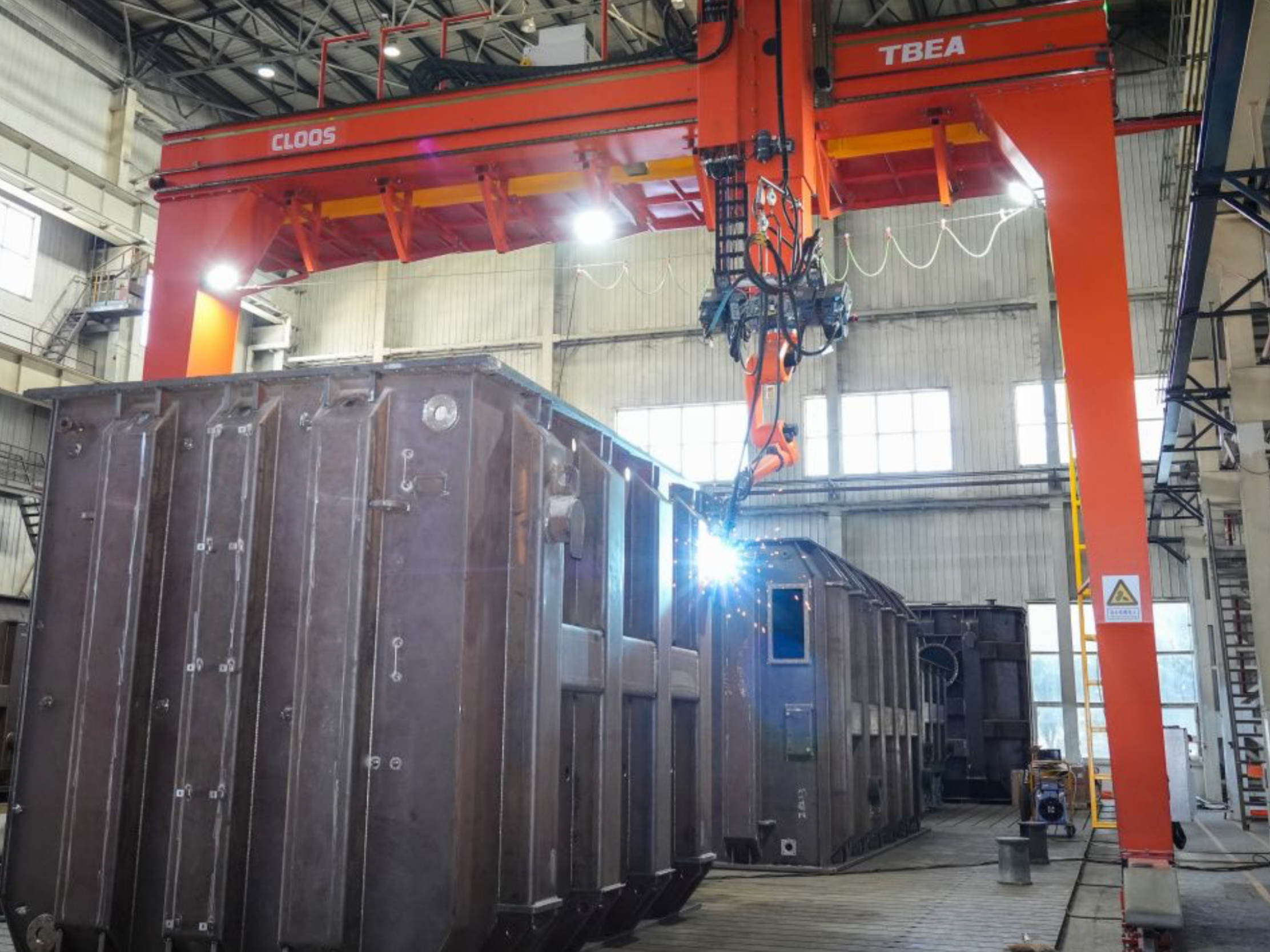
Роботизоване виробництво

На виробничих лініях заводів компанії TBEA Co., Ltd використовується роботизоване обладнання.

### Будівництво
На міжнародному ринку TBEA Co., Ltd будує сонячні електростанції, електропідстанції та високовольтні лінії електропередачі, модернізує теплові електростанції в Центральній, Південній та Південно-Східній Азії, а також у країнах Африки.
В африканській країні Ефіопія компанія TBEA Co., Ltd збудувала  лінію електропередачі до Аддіс-Абеби для дамби Gilgel Gibe III.
У вересні 2010 року в Замбії державна енергетична компанія ZESCO підписала EPC-контракт з TBEA Co., Ltd на будівництво ліній електропередач високої напруги 330 кВ вартістю 334 мільйони доларів США, які постачатимуть електроенергію в провінції Східна, Луапула, Північна та Мучінга. У липні 2012 року відбулося відкриття проекту Проект має включати дві лінії електропередач: одну від підстанції Pensulo в Серендже до Kasama через Mpika, іншу лінію електропередачі від підстанції Pensulo до Chipata через Msoro та розширення наявної підстанції Pensulo для розміщення двох відсіків лінії електропередачі.
У травні 2023 року міністерство енергетики Киргизстану підписало з компанією TBEA Co., Ltd угоду на будівництво високовольтної лінії електропередачі у напрямку Китаю.

### Видобуток корисних копалин
У 2015 році в Таджикистані компанія TBEA Co., Ltd отримала ліцензію на розробку родовища золота в обмін на будівництво теплоелектростанції (ТЕЦ) у столиці країни  - Душанбе. Раніше, у 2013 році, TBEA Co., Ltd отримала ліцензію на проведення розвідки на ділянці родовища.

### Електростанції
У 2015 році у Пакистанський провінції Пенджаб компанією TBEA Co., Ltd було побудовано сонячну електростанцію потужністю 1000 МВт.

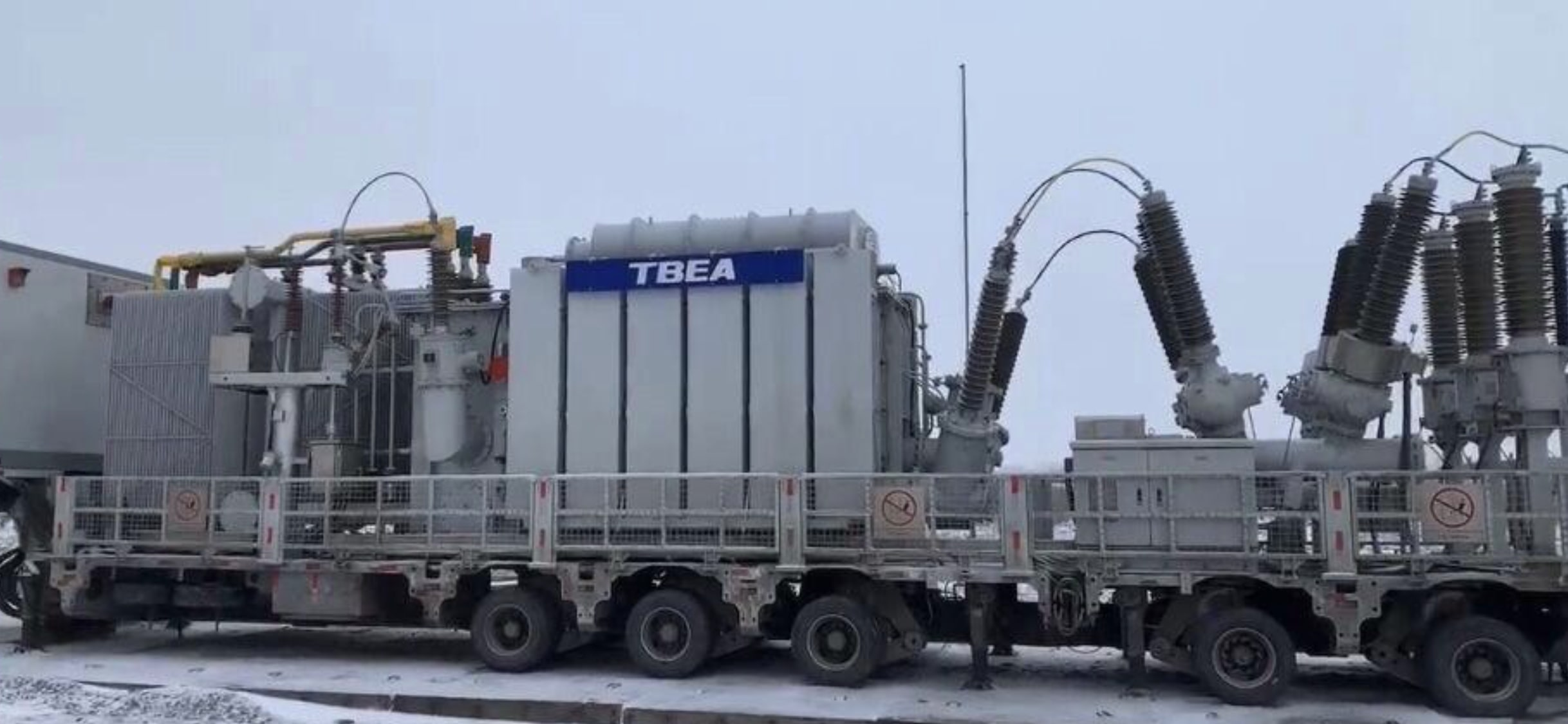
Мобільна підстанція 110 кВ

Підрозділ компанії TBEA Co., Ltd з відновлювальної енергетики TBEA Sunoasis у 2021 році завершив будівництво трьох сонячних електростанцій у парку сонячної енергії Benban Solar Energy Park у південній провінції Єгипту - Асуан.
У 2013 році уряд Киргизстану вибрав TBEA Co., Ltd для реконструкції електростанції. Сфальсифіковані торги та завищені ціни, як стверджувалось прокуратурою Киргизстану, обійшлися країні в 111 мільйонів доларів і призвели до звинувачення в корупції колишнього прем’єр-міністра Сапара Ісакова, серед інших посадових осіб. Реконструйована електростанція вийшла з ладу у 2018 році, незабаром після завершення капітального ремонту. У тендері також брала участь російська компанія INTER RAO, і програла.
У 2018 році Держелектросистеми Грузії (GSE) та TBEA Co., Ltd підписали угоду про закупівлю двох автотрансформаторів і шести силових трансформаторів для встановлення на об'єктах управління якими здійснює GSE.
З 2021 року TBEA Co., Ltd розпочала переговори з урядом Сербії щодо будівництва нової теплової електростанції у місті Крагуєваць.
На початку 2023 року розпочалося постачання силових трансформаторів для субстанції  Chalinze в Танзанії.

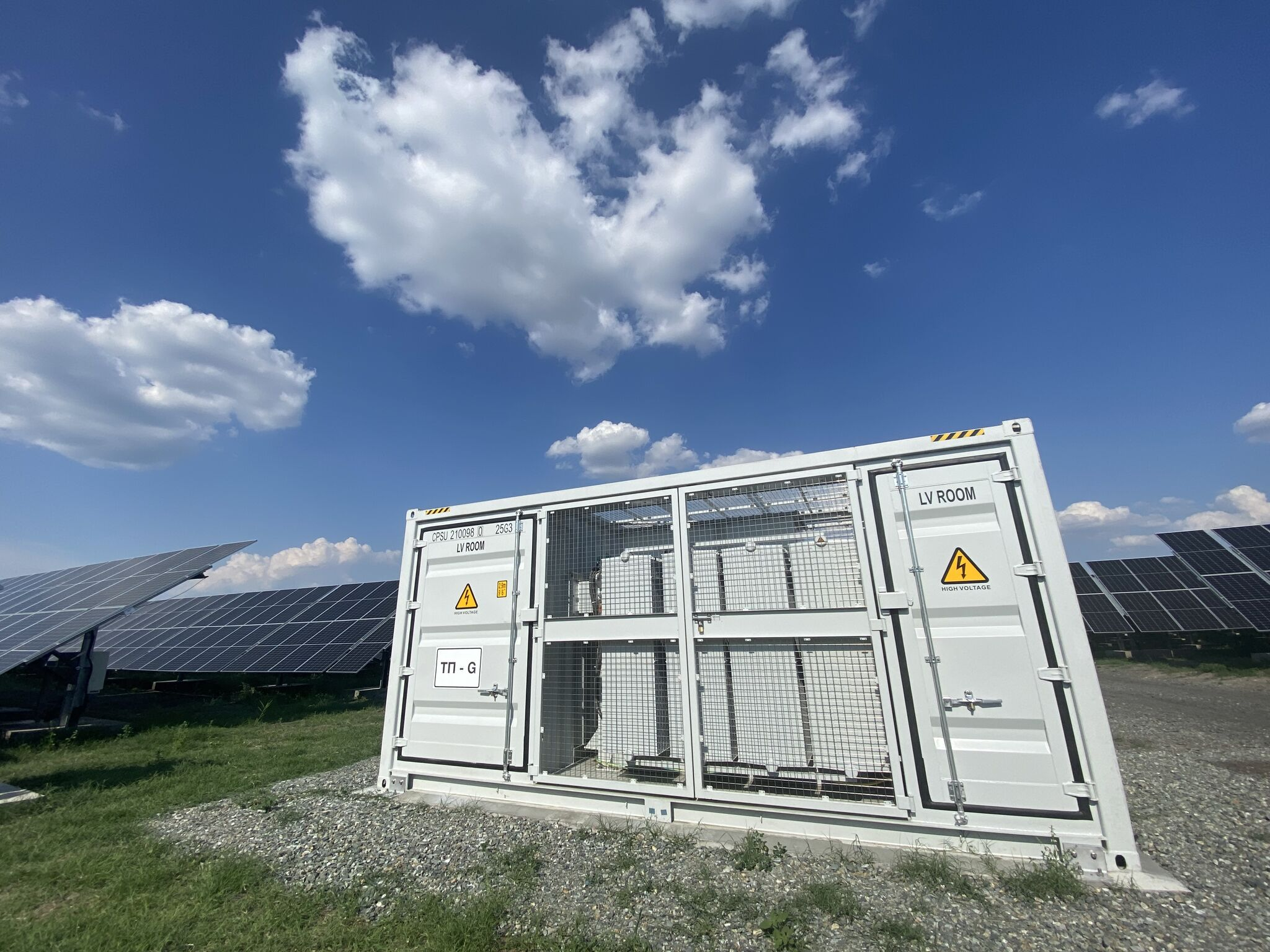
MV station TBEA

У 2023 році, разом з компанією AMEA Power, компанія  TBEA Co., Ltd почала проектування будівництва сонячної електростанції Kairouan Solar PV Park 3  у Тунісі. Заплановано побудувати наземний сонячний парк на площі 200 гектарів.
19 травня 2023 року TBEA Co., Ltd  успішно виграла тендер на постачання двох генераторних трансформаторів 220 кВ для проекту комбінованої електростанції в Бельгії, побудованої EDF, однією з трьох найбільших енергетичних компаній Європи.
У травні 2023 року було введено в експлуатацію найбільша сонячну електростанцію в Болгарія - 109 МВт, яка оснащена стрінговим інвертором виробництва TBEA Co., Ltd TS250KTL-HV, а також MV-станцією на 6,85 МВт.
Компанія TBEA Co., Ltd виготовляє і успішно постачає автомобільні мобільні підстанції своїм іноземним замовникам.
Представництва компанії TBEA Co., Ltd з постачання обладнання для електростанцій знаходяться, також, в Іспанії та Португалії.

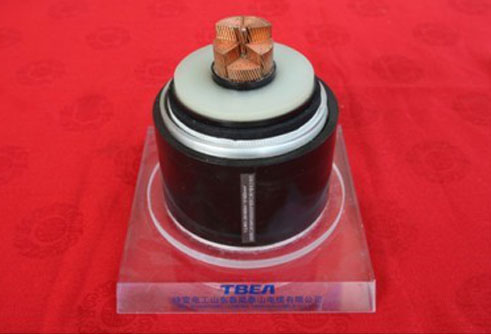
500kV EHV XLPE cable

### Виробництво кабелів і проводів
TBEA Co., Ltd  має найбільшу науково-дослідну та експортну базу високовольтних, високовольтних кабелів із зшитого поліетилену, спеціальних кабелів, подовжувачів із великим діаметром поперечного перерізу, шин і кабельних аксесуарів.
Кабелі і проводи виробництва TBEA Co., Ltd широко застосовуються у великих національних програмах і ключових проектах, таких як проект «Three Gorges Project», Цинхай-Тибетська залізниця, Олімпійські ігри в Пекіні, Всесвітня виставка в Шанхаї, Азійські ігри в Гуанчжоу та проект передачі енергії UHV AC і DC. Продукти та послуги вже експортуються в понад 50 країн і регіонів, таких як Індія, Бразилія, Австралія, Сінгапур, Нігерія та Гонконг, та інші.
У середині літа 2023 року TBEA Co., Ltd уклала договір на постачання мережевих кабелів для німецько-нідерландського оператора TenneT.

## Співробітництво з Україною
У 2017 році планувалося будівництво вітряної електростанції (пілотний проект за участі міністерства енергетики та вугільної промисловості України) у Миколаївській області України. 
У кінці 2022 року компанія TBEA Co., Ltd, разом з литовською компанією-партнером Respekto Grupė UAB (офіційний представник  TBEA Co., Ltd в Україні), розпочала переговори з ПрАТ НЕК "УКРЕНЕРГО" щодо постачання високопотужних трансформаторів та мобільних підстанцій з метою відновлення енергетичної інфраструктури, яка постраждала унаслідок ракетних обстрілів та дронів-камікадзе, що були запущені російською федерацією.
За результатами тендеру EBRD компанію TBEA Co., Ltd - TBEA Hengyang Transformer Co.,Ltd., 30 січня 2024 року, оголошено переможцем на постачання автотрансформаторів 330 кВ для Української енергетичної корпорації  ПрАТ НЕК "УКРЕНЕРГО".

## Участь у міжнародних виставках

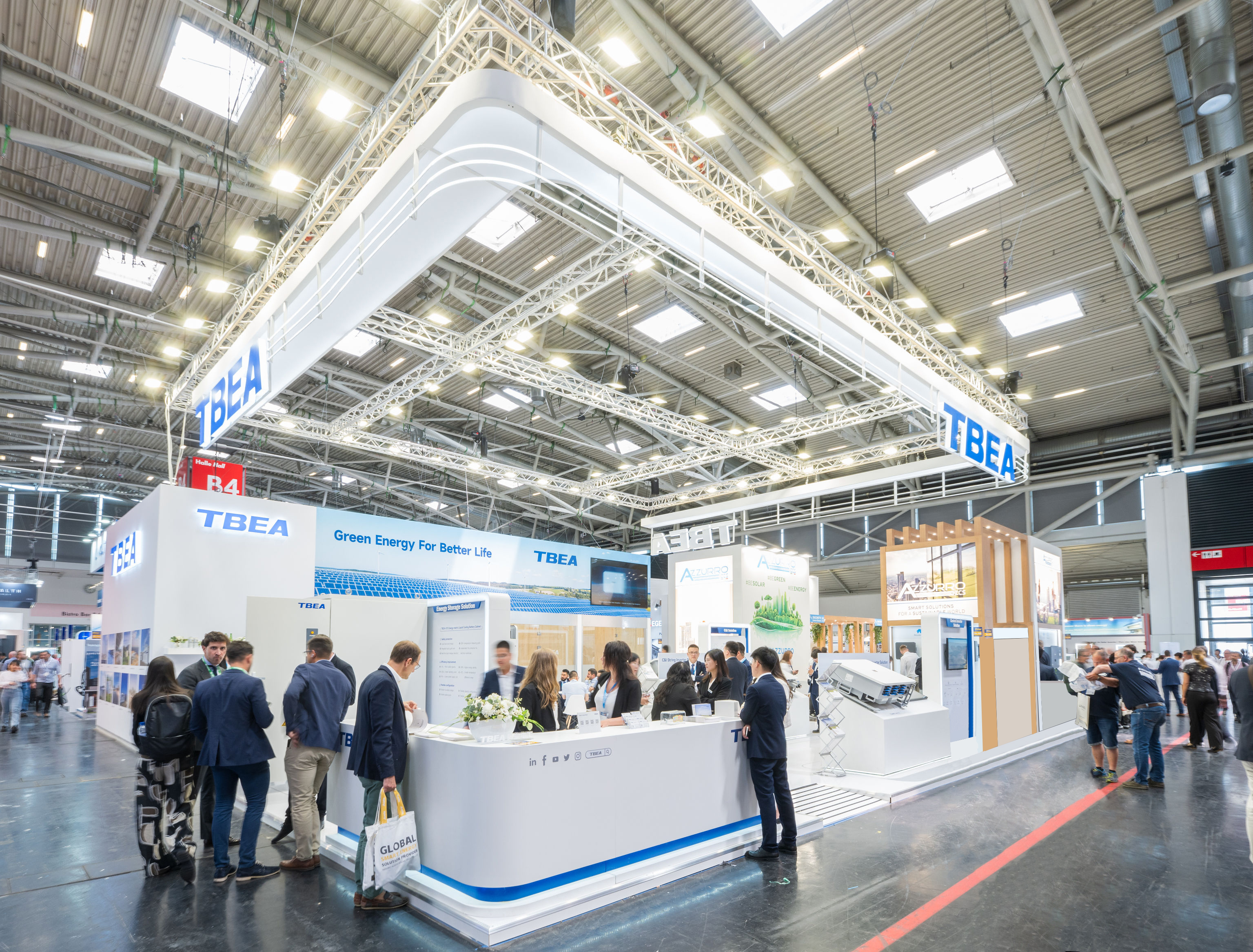
Intersolar 2023

У червні 2023 року команда підрозділу TBEA Co., Ltd взяла участь у міжнародній конференцій та виставці обладнання для сонячних електростанцій - Intersolar Europe 2023, яка відбулася у Мюнхені (Німеччина). На цій виставці TBEA Co., Ltd продемонструвала своє абсолютно нове рішення для накопичувачів за темою «Розумне зберігання, що веде до нульового викиду вуглецю». Для європейського промислового та комерційного  ринку компанія вперше на міжнародному рівні представила свою побутову систему зберігання енергії та повносерійні комерційні та промислові  рішення потужністю 8 кВт-60 кВт, 110 кВт і 150 кВт, щоб задовольнити різноманітні потреби користувачів.
У кінці серпня 2023 року компанія підрозділ компанії TBEA Co., Ltd - TBEA Sunoasis взяв участь у виставці INTERSOLAR SOUTH AMERICA, яка проходила у бразильському місті Сан-Паулу.
У жовтні 2023 року представники компанії TBEA Co., Ltd взяли участь у форумі Energyear Italian, який відбувся у місті Мілан.
На початку травня 2024 року представники компанії взяли участь в одному з найбільших європейських форумах з сонячної енергетики - InterSolar Europe 2024

## Дивись також
- Сонячний парк Quaid-e-Azam